# 朱同䤪
上洛莊惠王朱同䤪（1456年—1503年），明朝周藩第一代上洛王，周懿王朱子埅的庶第三子。

## 生平
景泰七年（1456年）出生。成化元年（1465年）四月，獲賜名同䤪。成化三年（1467年）九月，封上洛王。
弘治十六年（1503年），朱同䤪去世，享年四十八歲，諡莊惠。五年後，嫡第九子朱安瀼襲爵。

## 家庭

### 妻
- 李氏，河南祥符縣致仕僉事李彬女，成化五年（1469年）冊為上洛王妃[5]

### 子
- 庶長子：鎮國將軍朱安浩
- 庶第二子：鎮國將軍朱安湳
- 庶第三子：鎮國將軍朱安浙[6]
- 庶第四子：鎮國將軍朱安㳁[7]
- 庶第五子：鎮國將軍朱安澩
- 庶第六子：鎮國將軍朱安淴
- 庶第七子：鎮國將軍朱安瀴[8]
- 嫡第九子：上洛榮定王朱安瀼[4]